# ブレフェルデ
ブレフェルデ (Brevörde) は、ドイツ連邦共和国ニーダーザクセン州ホルツミンデン郡に属す町村（以下、本項では便宜上「町」と記述する）で、ザムトゲマインデ・ボーデンヴェルダー＝ポレを構成する自治体の一つである。

## 地理
ブレフェルデはゾリング自然公園沿い、ヴェーザーベルクラント地方のヴェーザー川に面する位置にある。この町はザムトゲマインデ・ボーデンヴェルダー＝ポレに属しており、行政機能はポレに置かれている。

### 自治体の構成

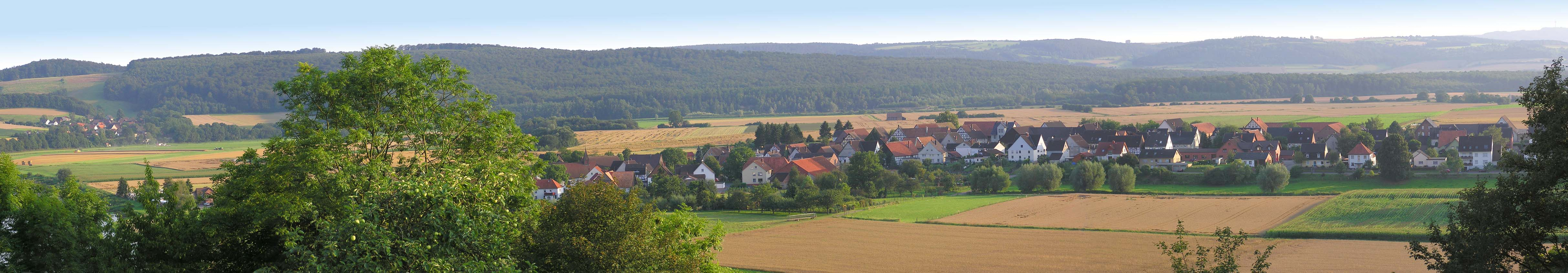
グラーフェのパノラマ（2004年）

この町は、以下の2つの地区から成る。
- グラーフェ
- ブレフェルデ

## 歴史
ブレフェルデ（breite Furt = 「幅の広い徒渉地」に由来する地名）はヴェーザー川の徒渉地沿いに大変古くからある集落である。しかし、この町を通る連邦道の拡幅に伴って数多くの古い建物が犠牲となったため、町の魅力は大きく損なわれた。
この町には1965年までロープ式フェリー（渡し船）があった。1977年までにロープ式フェリーの設備は取り壊され、フェリーはなくなった。2005年6月からソーラー・ボートを使ってフェリーが再開され、歩行者や自転車がヴェーザー川を渡るのに利用されている。このフェリーは州道35号線と36号線とを結んでいる。
1973年の地域再編によりブレフェルデはホルツミンデン郡の所属となった。
プロテスタント＝ルター派の村の教会である聖ウルバン教会は1200年頃に建設され、現在も両側に階段式破風を有する切妻屋根の中世の塔を有している。内部は簡素なホール式教会であるが、1815年に購入した貴重なオルガンがある。1980年代の修理の際、このオルガンの中から中世の記録が発見された。かつてこの教会は、ポレの教会の親教会にあたっていた。この教会は現在ではブレフェルデの象徴的建造物となっている。この教会はポレ牧師区の管轄下にある。
1988年10月18日、イギリス軍の戦闘機F-4ファントムIIがエンジントラブルにより、ブレフェルデ近郊の森に墜落した。パイロットのピーター・ラインとコリン・フライヤーは射出座席でマイボルセンに脱出することができた。これを承けて、ザムトゲマインデ・ポレは、1988年11月に連邦政府に対して、ヴェーザー川上流域での低空飛行を禁止するよう要求した。

## 行政

### 紋章
銀地で、2本の青い波帯の上に、階段破風を持つ黒い塔が描かれている
。

## 経済と社会資本

### 交通
ブレフェルデは、ホルツミンデンからハーメルンに至る連邦道B83号線沿いに位置している。

## 引用
1. ↑  Landesamt für Statistik Niedersachsen, LSN-Online Regionaldatenbank, Tabelle A100001G: Fortschreibung des Bevölkerungsstandes, Stand 31. Dezember 2023
2. ↑  Samtgemeinde Polle - Brevörde